# Alain II. (Bretagne)
Alain II. Schiefbart (lateinisch: Alanus Barbatorta, bretonisch: Alan Varvek, französisch: Alain Barbe-Torte; † 952) war ein Herzog der Bretonen im 10. Jahrhundert.
Er war ein Sohn des Grafen Mathedoi von Poher und seine Mutter war eine Tochter des Bretonenfürsten Alain I. des Großen († 907). Mit seinem Vater musste er 919 vor der Invasion der Bretagne durch die Loire-Normannen auf die britische Insel fliehen, wo er ein Freund des Angelsachsenkönigs Æthelstan wurde, der auch sein Taufpate war. Um das Jahr 931 nutzte Alain den Tod des Rollo, um gemeinsam mit Graf Judicaël Berengar von Rennes einen Aufstand gegen die Normannenherrschaft in der Bretagne anzuführen. Dieser wurde allerdings von Wilhelm Langschwert niedergeschlagen, worauf Alain erneut nach England fliehen musste. König Rudolf sprach den Normannen im Jahr 933 das bretonische Küstenland zu, womit wohl das Cotentin und Avranchin gemeint war, das seit den Tagen König Salomons (867) in bretonischem Besitz war. Mit der militärischen Unterstützung König Æthelstans kehrte Alain 937 wieder in die Bretagne zurück und vertrieb dieses Mal die Normannen erfolgreich und dauerhaft aus Nantes. In den folgenden Jahren setzte er den Kampf gegen die Normannen fort und errang am 1. August 939 einen entscheidenden Sieg in der Schlacht bei Trans-la-Forêt, worauf die Normannengefahr für die Bretagne nachließ.
Von da an hatte Alain Schiefbart die Position des ersten Fürsten der Bretonen als dux mit dem Hauptort Nantes inne, wenngleich ihm diese von den Grafen von Rennes streitig gemacht wurde. Er gilt damit als eigentlicher Begründer des hochmittelalterlichen bretonischen Herzogtums, das durch eine stark feudalisierte Gesellschaftsordnung allerdings wenig gefestigt war. Durch seine Ehen hatte er das Land zudem dem Einfluss der benachbarten fränkischen Grafen von Anjou und Blois geöffnet, der die Geschicke des Landes bis ins 12. Jahrhundert bestimmte.
Verheiratet war Alain II. in erster Ehe mit Roscille, einer Tochter des Grafen Fulko I. dem Roten von Anjou. Ihr gemeinsamer Sohn war Drogo, der später ermordet wurde. In zweiter Ehe war er mit einer Tochter des Vizegrafen Theobald dem Alten von Blois verheiratet, mit der er keine Kinder hatte. Allerdings hatte er mit Hoël I. und Guérech noch zwei uneheliche Söhne.
Nach seinem Tod 952 wurde Alain II. in der Kirche von Saint-Donatien und Saint-Rogatien in Nantes beigesetzt.